# 상교정본자비도량참법 권3
상교정본자비도량참법 권3(詳校正本慈悲道場懺法 卷三)은 은 불교의식 중 하나인 참회법회(懺悔法會)를 통해 부처의 영험을 받으 면 죄를 씻고 복을 누리게 되며, 나아가 윤회의 고통에서 벗어나게 된다는 발원(發願)의 내용을 기 록한 불교의 경전인 『상교정본자비도량참법(詳校正本慈悲道場懺法)』중 권3에 해당하는 부분이다. 2019년 1월 3일 대한민국의 보물 제875-3호로 지정되었다.

## 지정 사유
‘상교정본자비도량참법 권3’은 불교의식 중 하나인 참회법회(懺悔法會)를 통해 부처의 영험을 받으면 죄를 씻고 복을 누리게 되며, 나아가 윤회의 고통에서 벗어나게 된다는 발원(發願)의 내용을 기록한 불교의 경전인 『상교정본자비도량참법(詳校正本慈悲道場懺法)』중 권3에 해당하는 부분이다.
달마사 소장본은 우리나라에서 가장 많이 유통된 판본(版本) 중 하나로, 1352년(공민왕 1)에 간행되었다는 보물 제875호의 말미에 있는 기록을 통해 달마사 소장본 역시 이 시기에 인출된 것으로 판단된다.
달마사 소장본은 절첩장(折帖裝) 형식으로, 모두 선장본(線裝本) 형태로 장정된 기 지정본과 차별된다. 비록 완전한 구성을 갖추고 있지 못하나 고려시대『상교정본자비도량참법』의 원형을 잘 간직한 유물로서 희소성이 있다. 고려시대의 목판인쇄술은 물론 불교사상사를 연구하는 데 있어 학술적 가치가 높은 자료이다.

## 같이 보기
- 자비도량참법

## 참고 자료
- 상교정본자비도량참법 권3 - 국가유산청 국가유산포털